# Peryblem

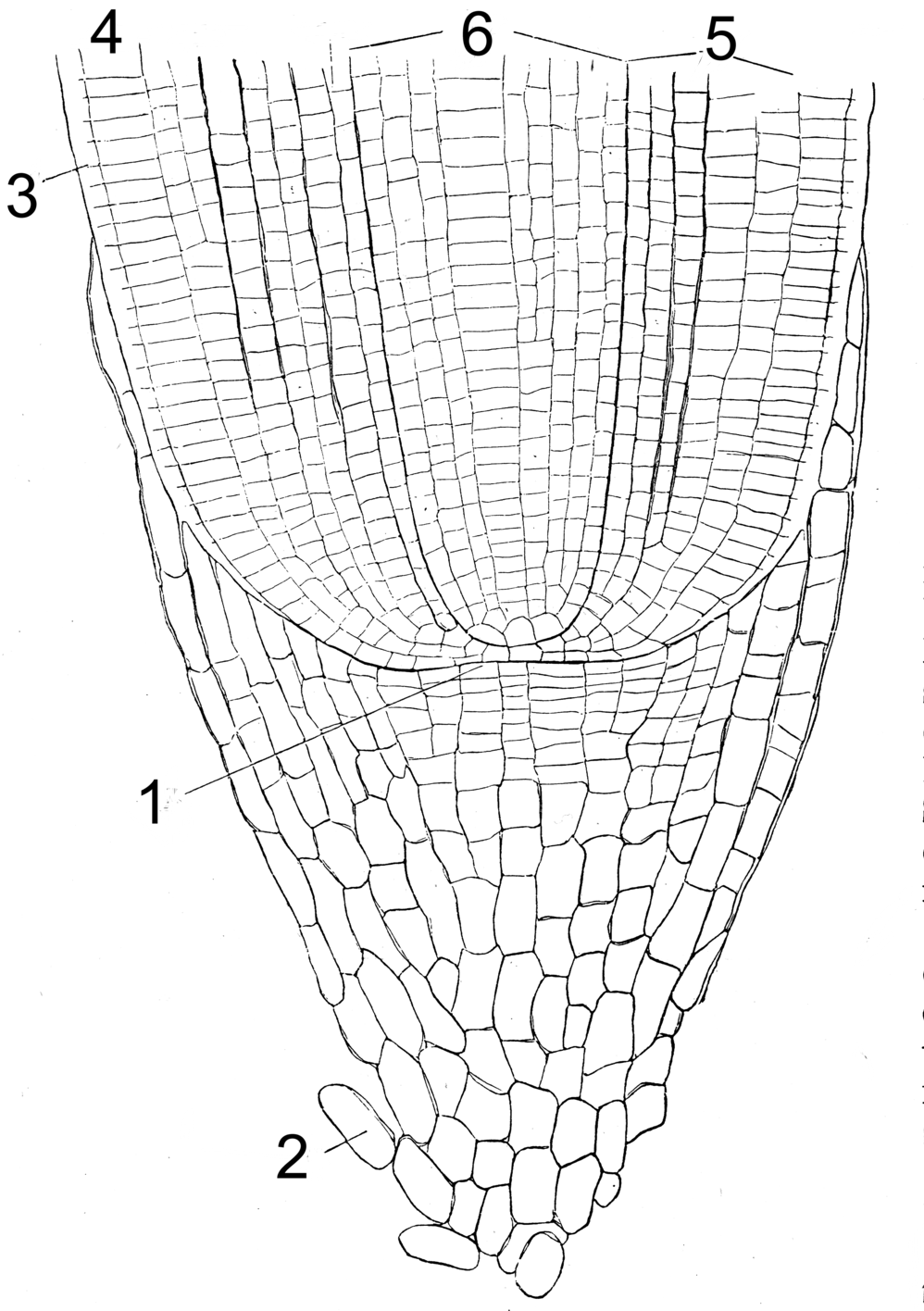
Budowa merystemu wierzchołkowego korzenia korzenia. 1 - merystem, 2 - czapeczka, 3 - ryzoderma, 4 - dermatogen, 5 - peryblem, 6 - plerom.

 Peryblem  – środkowa warstwa komórek w merystemie wierzchołkowym korzenia. Warstwa ta przekształca się w korę pierwotną, a u jednoliściennych także w ryzodermę. Peryblem jest jednym z histogenów, czyli warstw dających początek tkankom roślinnym. Teoria histogenów została sformułowana przez Johannesa von Hansteina w XIX.